# Piazza della Nunziata
Piazza della Nunziata è una piazza di Genova, situata nel quartiere di Prè, ai margini del centro storico. 

## Descrizione
La piazza, che prende il nome dalla basilica della Santissima Annunziata del Vastato che affaccia su di essa, ha una forma trapezoidale ed è in gran parte occupata da una rotonda stradale da cui partono Via Balbi, che conduce alla stazione di Genova Piazza Principe, Via delle Fontane, che dopo essere passata davanti alla Porta dei Vacca raggiunge la zona del Porto Antico, Via Paolo Emilio Bensa in direzione levante e Piazza Bandiera a nord.   

## Storia

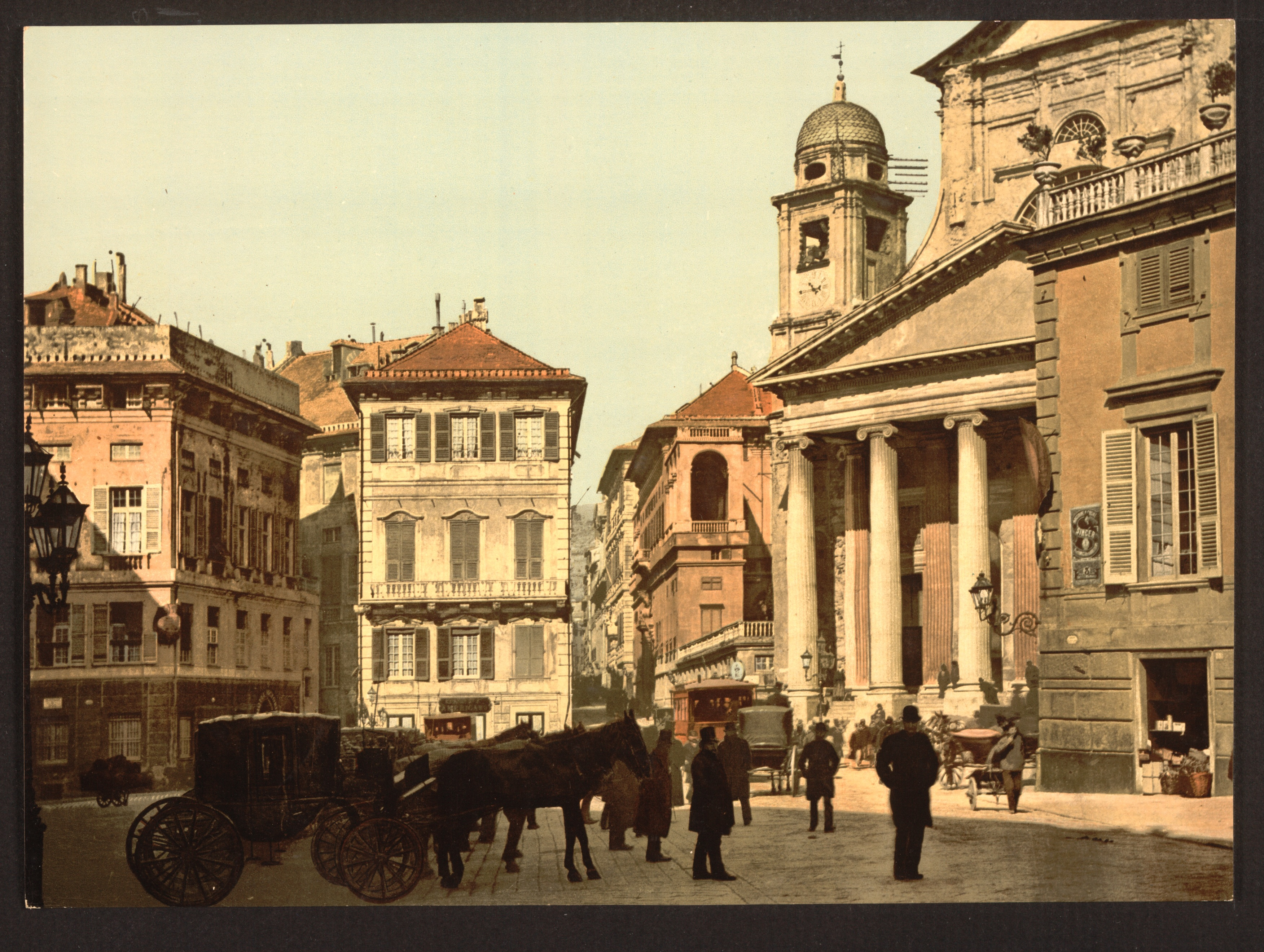
La piazza in una immagine di fine Ottocento.

Lo spiazzo dell'odierna Piazza della Nunziata fu originariamente realizzato nel 1155, in occasione della costruzione delle cosiddette mura del Barbarossa. Nella zona del quartiere di Prè le nuove mura seguivano approssimativamente il tracciato delle odierne Via delle Fontane, dove si trovava la porta di Santa Fede o dei Vacca, e Via Bensa, su cui apriva, in corrispondenza dell'incrocio con Via Lomellini, la porta di Sant'Agnese. 

Con la costruzione delle mura le abitazioni che si trovavano subito al di fuori della cinta muraria furono demolite per creare uno spazio libero per fini difensivi. Tale opera di demolizione è citata nei documenti dell'epoca come "guastum" o "vastinium", con il significato appunto di "demolizione", e da tale termine deriva il toponimo "del Vastato" che compare nel nome della basilica che affaccia sulla piazza.
Nei decenni successivi nell'area intorno a tale spiazzo si insediarono alcune comunità religiose ed in particolare un gruppo di frati Umiliati costruì una piccola chiesa dedicata a Santa Marta nell'area oggi occupata dal presbiterio della basilica. Tale area venne scelta per la presenza di due rii, il rio di Carbonara e il rio di Vallechiara, tombinati nel Cinquecento, la cui acqua corrente era di grande utilità per le attività di lavaggio e tintura della lana praticate dai frati.
Con la costruzione di una nuova cinta muraria nel XIV secolo non era più necessaria la fascia di rispetto accanto alle mura, ma la zona di Piazza della Nunziata fu lasciata libera e utilizzata come piazza d'armi e come area per le esercitazioni dei balestrieri.
A partire dal XVI secolo l'area subì alcune importanti modifiche urbanistiche: nel 1508 il convento degli Umiliati, ormai in disuso, venne assegnato ai frati francescani conventuali provenienti dalla chiesa di San Francesco di Castelletto, la cui sede era stata danneggiata durante l'assedio delle truppe francesi di Luigi XII. I francescani demolirono i piccoli edifici degli Umiliati e nel 1520 costruirono al loro posto un più grande convento con annessa chiesa dedicati a San Francesco. Già nel 1537 però i francescani conventuali lasciarono il convento per tornare nella loro sede originale di Castelletto e al loro posto si insediarono i frati francescani osservanti che avevano dovuto lasciare la propria chiesa della Santissima Annunziata di Portoria presso l'ospedale di Pammatone. A loro volta i frati osservanti apportarono importanti modifiche alla chiesa e la intitolarono alla Santissima Annunziata, da cui prenderà il nome la piazza.
I decenni successivi videro la costruzione dei grandi palazzi che si affacciano sulla piazza e la realizzazione, tra il 1601 e il 1618 di Via Balbi.
La piazza raggiunse l'attuale fisionomia, con l'aggiunta del pronao neoclassico della basilica, intorno alla metà del XIX secolo, in base ad un progetto del 1841 di Giovanni Battista Resasco che rielaborò uno studio di Carlo Barabino del 1834.

## Architetture

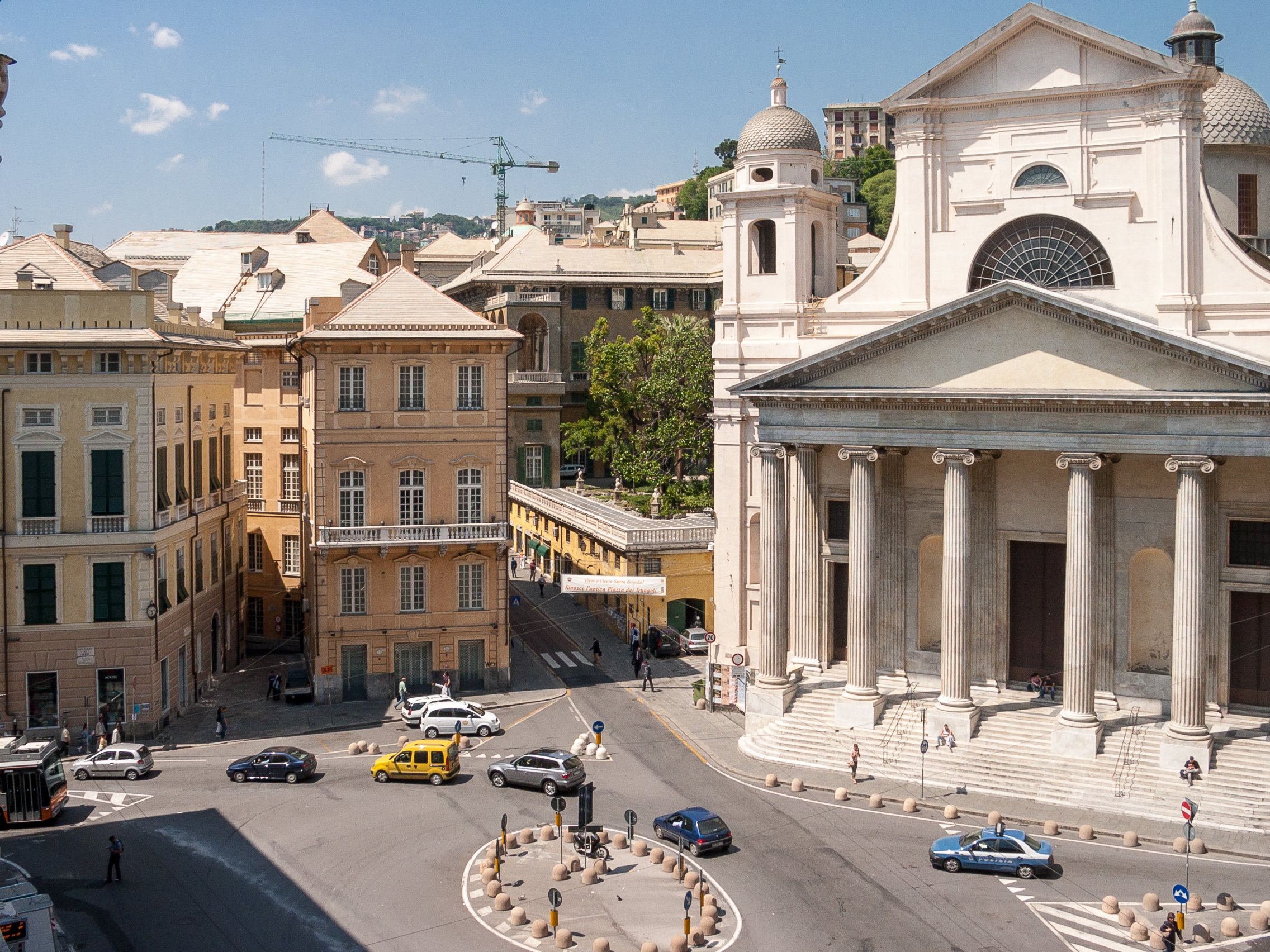
La piazza con la basilica della Santissima Annunziata, Palazzo Gio Francesco Balbi e l'ingresso di Via Balbi

Il lato nord della piazza è occupato dalla maestosa basilica della Santissima Annunziata del Vastato, la cui attuale facciata neoclassica risale al 1867. 
Di fronte alla basilica, sul lato sud della piazza, si trova Palazzo Belimbau, fatto costruire nel 1594 dal nobile genovese Antoniotto Cattaneo e che deve il suo nome ai banchieri Cohen Belimbau che lo possedettero dal 1890 al 2000, quando venne donato all'Università di Genova.  L'edificio fa parte dei 42 Palazzi dei Rolli che nel 2006 sono stati dichiarati patrimonio dell'umanità UNESCO.
Sul lato ovest della piazza si trova la facciata laterale di Palazzo Gio Francesco Balbi, anch'esso elencato tra i Rolli di Genova patrimonio UNESCO, il cui ingresso principale si trova nell'adiacente Via Balbi. 
Sul lato est della piazza, accanto all'ingresso di Via Bensa, si trova invece Palazzo Nicolò Lomellini, su cui spicca la scritta "flotta Lauro" a ricordo dell'armatore Achille Lauro, che dopo i danni occorsi durante la seconda guerra mondiale lo acquistò e restaurò.